# وریلس، یون
وریلس، یون (به فرانسوی: Vareilles, Yonne) یک کامین در فرانسه است که در Canton of Villeneuve-l'Archevêque واقع شده‌است.

## خصوصیات
وریلس ۱۰٫۴۱ کیلومترمربع مساحت و ۲۱۳ نفر جمعیت دارد.